# Yang Hao (tuffatore)
Yang Hao (Contea di Shiping, 3 febbraio 1998) è un tuffatore cinese.
In carriera, ha vinto un oro alle Olimpiadi di Parigi 2024 nella piattaforma 10m sincro in coppia con Lian Junjie. A livello mondiale, ha conquistato un totale di 9 medaglie in 7 edizioni consecutive, di cui 6 d'oro.

## Palmarès
- Olimpiadi

Parigi 2024: oro nel sincro 10m.
- Mondiali

Kazan 2015: oro nel sincro 3m misti.
Budapest 2017: oro nel sincro 10m.
Gwangju 2019: argento nella piattaforma 10m.
Budapest 2022: oro nel sincro 10m e bronzo nella piattaforma 10m.
Fukuoka 2023: oro nel sincro 10m e bronzo nella piattaforma 10m.
Doha 2024: oro nella piattaforma 10m e nel sincro 10m.
- Giochi asiatici

Giacarta 2018: oro nel sincro 10m.
- Giochi olimpici giovanili

Nanchino 2014: oro nel trampolino 3m e nella piattaforma 10m.
- Giochi mondiali militari

Wuhan 2019: oro nel sincro 10m e nella gara a squadre.

### Coppa del Mondo
- Vincitore della Coppa del Mondo della piattaforma 10m nel 2024
- Vincitore della Coppa del Mondo del sincro 10m nel 2018, nel 2022 e nel 2024
- Vincitore della Coppa del Mondo del team event nel 2024